# Gymnetis chalcipes
Gymnetis chalcipes är en skalbaggsart som beskrevs av Hippolyte Louis Gory och Achille Rémy Percheron 1833. Gymnetis chalcipes ingår i släktet Gymnetis och familjen Cetoniidae.

## Underarter
Arten delas in i följande underarter:
- G. c. bruchi
- G. c. litigiosa
- G. c. undata